# Strigoi
Strigoi je bytost z rumunského folklóru, která může být buď živým čarodějem či čarodějnicí, nebo mrtvým upírem. V moderní rumunštině slovo strigoi ovšem častěji označuje fantoma či ducha zemřelého. Čarodějnicím se pak podobají i rumunské víly zvané zîne.

## Etymologie
Původ slova strigoi sahá až k latinským výrazům strix a  striga, které označovaly výrečka, čarodějnici nebo zvláštního ženského nočního ducha v podobě ptáka, který způsoboval mužskou impotenci a krmil děti jedovatým mlékem. V rumunštině k latinskému slovu přibyla mužská koncovka -oi a strigoi je tak zhruba „čaroděj“, ženskou podobou je strigoaică. Koncovka -oi je však zároveň augmentativní (posilující) a může sloužit k vytváření zhrubělé či hanlivé podoby slova, podobně jako v případech slov moroi (upír, snad ze slovanského mora, „noční můra“) a bosorcoi (z maďarského boszorkány, „čarodějnice“).
Výrazy odvozené z latinského striga jsou známy i v dalších evropských jazycích: například ve slovenštině znamená slovo striga čarodějnici, polská strzyga se podobá upírovi, albánská shtriga zase spojuje motiv čarodějnice i upíra.

## Historiografie

### První zmínky
Jedna z nejranějších zmínek o strigoii pochází z příběhu Jure Grando Aliloviće (1579–1656) z oblasti Istrie. Tento vesničan je považován za prvního doloženého člověka, který byl popsán jako upír, protože byl v dobových místních záznamech označován jako strigoi, štrigon nebo štrigun. Údajně terorizoval svou vesnici šestnáct let po své smrti. Nakonec byl sťat tamním knězem a vesničany. Kraňský vědec Johann Weikhard von Valvasor psal o životě a posmrtném působení Jure Granda Aliloviće ve svém rozsáhlém díle Sláva vévodství Kraňského, když při svých cestách navštívil vesnici Kringa. Jedná se o první písemný dokument o upírech. Grando byl také zmíněn v dílech Erasma Francisciho a Johanna Josepha von Goerrese (La mystique divine, naturelle, et diabolique, Paříž 1855), přičemž jejich verze byla mnohem podrobnější a plná fantastických detailů, aby byl příběh zajímavější a populárnější. V moderní době se chorvatský spisovatel Boris Perić legendou zabýval a napsal o ní knihu Upír.
Strigy se objevují také v díle moldavského státníka a vojáka Dimitrie Cantemira s názvem Descriptio Moldaviae (1714–1716). Domníval se, že víra ve strigy je převážně moldavskou a transylvánskou záležitostí. Nicméně je spojoval spíše s čarodějnicemi nebo čaroději než s nemrtvými pijícími krev. Kniha zmiňuje ponořování – tradiční zkoušku čarodějnictví – jako jednu z metod k identifikaci strigy.

### Moderní záznamy
Článek Wilhelma Schmidta o transylvánském folkloru z roku 1865 popisuje strigoie jako noční bytosti, které se živí kojenci. Uvádí tradici, podle níž se při narození dítěte hodí kámen za sebe a zvolá se: „Toto do úst strigoie!“
V roce 1909 zmínil Franz Hartmann ve svém článku An Authenticated Vampire Story, publikovaném v časopise The Occult Review, že děti rolníků z vesnice v Karpatech začaly záhadně umírat. Vesničané začali podezřívat, že nedávno zesnulý hrabě je upír, který přebývá ve svém starém hradě. Vystrašení vesničané hrad zapálili, aby předešli další úmrtím.

### Období komunismu
Ve své knize In Search of Dracula: The History of Dracula and Vampires (Hledání Draculy: Historie Draculy a upírů) zmiňuje Radu Florescu událost z roku 1969 ve městě Căpățâneni, kde po smrti starého muže začalo za podezřelých okolností umírat několik členů jeho rodiny. Když byl hrob otevřen, tělo nevykazovalo známky rozkladu – oči měl dokořán otevřené, obličej rudý a zkroucený. Mrtvola byla spálena, aby byla zachráněna její duše.
Během rumunské revoluce v roce 1989 nedostalo tělo Nicolae Ceaușesca náležitý pohřeb. To způsobilo, že duch bývalého diktátora byl v očích pověrčivých Rumunů vnímán jako hrozba. Revoluční aktivista Gelu Voican nechal Ceaușescův byt pokrýt copánky česneku – což je tradiční prostředek proti strigoii.

### Období po pádu komunismu
V únoru 2004 žena z vesnice Marotinu de Sus v kraji Dolj tvrdila, že ji navštívil její zesnulý strýc, 76letý Rumun jménem Petre Toma, který zemřel v prosinci předchozího roku. V obavách, že se zesnulý mohl stát strigoiem, zorganizoval švagr ženy, Gheorghe Marinescu, hon na upíry, do něhož zapojil několik členů rodiny. Po požití alkoholu vykopali Petreho rakev, provedli řez na jeho hrudi a vytrhli mu srdce. Poté tělo spálili a popel smíchali s vodou, kterou následně vypila Tomaova neteř v domnění, že tím ukončí strašení. Policie kraje Dolj později zatkla šest členů rodiny, kteří se na rituálu podíleli, a obvinila je z narušení klidu zesnulého. Byli odsouzeni k šesti měsícům vězení a museli zaplatit odškodné rodině zesnulého. Od té doby lidé z blízké vesnice Amărăştii de Sus pro jistotu probodávají srdce nebo břicho mrtvých kůlem jako preventivní opatření.

## Mytologie

### Živí strigoi
Živí strigoi se liší od ostatních lidí už od narození: jedná se o sedmé či dvanácté dítě, jehož všichni sourozenci jsou stejného pohlaví; nebo dítě narozené v „čepci“, či takové, které tento čepec spolklo; nebo také dítě narozené chlupaté či s malým ocasem. V ocasu se ukrývá jejich magická moc a vysušený „čepec“ si mohou nasadit na hlavu a dosáhnout neviditelnosti či schopnosti procházet zdmi. Dokázali také uhranout, vyvolat nemoc u lidí a zvířat, srazit mléko, ovládat počasí a měnit se ve zvířata. Dvě noci v roce (na svatého Jiří 23. dubna a svatého Ondřeje 30. listopadu) se měly v duchu vydávat na určité místo a bojovat s ostatními strigoji. Motiv boje „in spiritu“ v určité noci se objevuje také u furlánských benadantů, jihoslovanských kresniků a zduhačů nebo maďarských táltosů.
Historik náboženství Ioan Culianu spojuje víru v magický let s užíváním čarodějnických mastí a zmiňuje, že přes podobnost představ o strigoi a západoevropských čarodějích však není z Rumunska, s výjimkou Sedmihradska pod habsburskou vládou, doloženo žádné pronásledovaní čarodějnic. Také se domnívá, že rumunské představy o čarodějnictví vznikly pod římským vlivem v Římské Dácie.

### Mrtví strigoi
Mrtví strigoi jsou zemřelí jejichž tělo v hrobě nepodléhá rozkladu a kteří sají krev lidí i zvířat, někdy pak také pojídají jejich srdce. Příčinou jejich stavu může být také narození v „čepci“, nebo jeho spolknutí, nebo když čerstvý hrob překročí zvíře či člověk. Mohou na sebe také brát zvířecí podobu. Podobně jako upíři nesnáší česnek a lze je zneškodnit probodnutím srdce špičatým kůlem.

### Typy
Tudor Pamfile ve své knize Mitologie românească (Rumunská mytologie) shromažďuje všechna označení strigoiů v Rumunsku: strâgoi, moroi v západní Transylvánii, Valašsku a Oltenii, vidmă v Bukovině, vârcolacul, cel-rau nebo upír. Popisované typy jsou:
- Strigoaică: čarodějnice.[19]
- Strigoi viu: živý strigoi nebo čaroděj.
- Strigoi mort: mrtvý strigoi, nejnebezpečnější. Vynořují se ze svých hrobů, aby sužovali své rodiny, dokud jejich příbuzní nezemřou.

### Prevence a ochrana
Běžným způsobem, jak identifikovat upíra, bylo umístit sedmiletého „neposkvrněného“ chlapce oblečeného v bílé na bílého koně poblíž hřbitova přes poledne. Věřilo se, že kůň se zastaví u hrobu podezřelého upíra.
V roce 1887 francouzský geograf Élisée Reclus popisuje pohřby v Rumunsku: „Pokud měl zesnulý zrzavé vlasy, stal se podezřelým, že se znovu zjeví v podobě psa, žáby, blechy nebo štěnice a v noci bude vstupovat do domů, aby sál krev krásných mladých dívek. Proto je rozumné rakve pevně přibít, nebo ještě lépe, zatlouci kůl do hrudi mrtvého.“
Simeon Florea Marian ve své knize Înmormântarea la români (1892) popisuje další preventivní metodu: vykopat a useknout hlavu, poté znovu pohřbít tělo s hlavou otočenou dolů.
Kniha The Dracula Scrapbook od Petera Haininga, vydaná nakladatelstvím New English Library v roce 1976, uvádí, že podle rumunské legendy bylo maso prasete zabitého 17. října, na svátek svatého Ignáce, dobrým prostředkem ochrany proti upírům.

## Další užití
Strigoiulu (strigoi) byl název rumunského satirického magazínu, který vyšel v roce 1862 v Pešti.